# Siler
Siler  (лат.) — род аранеоморфных пауков из подсемейства Aelurillinae в семействе пауков-скакунов (Salticidae). Пауки происхождением из Юго-Восточной Азии. Единственный род из трибы Silerini.

## Распространение
Главным ареалом видов рода является территория от Малайзии и Суматры до Японии и на востоке Папуа-Новой Гвинеи. Вид Siler semiglaucus найден на Шри-Ланке.

## Описание
Род мелких и иногда очень ярких пауков-скакунов.

## Экология
Представителей рода можно наблюдать на кустарниках и других растениях, чаще лиственных.

## Виды
- Siler bielawskii Zabka, 1985 — Китай, Вьетнам[1]
- Siler collingwoodi (O. P-Cambridge, 1871) — Китай[1]
- Siler cupreus Simon, 1889 — China, Корея, Тайвань, Япония[1]
- Siler flavocinctus (Simon, 1901) — Сингапур[1]
- Siler hanoicus Prószynski, 1985 — Вьетнам[1]
- Siler pulcher Simon, 1901 — Малайзия
- Siler semiglaucus (Simon, 1901) — от Шри-Ланки до Филиппин
- Siler severus (Simon, 1901) — Китай[1]